# Clue – Mordet är fritt
Clue - Mordet är fritt (engelska: Clue) är en amerikansk komedifilm från 1985 i regi av Jonathan Lynn. I huvudrollerna ses Eileen Brennan, Tim Curry, Madeline Kahn, Christopher Lloyd, Michael McKean, Martin Mull och Lesley Ann Warren.

## Handling
Filmen är baserad på sällskapsspelet Cluedo. Flera, till synes för varandra, okända personer är inbjudna till ett hus för att möta sin utpressare, Herr Boddy. Han blir dock mördad. Man får följa de olika karaktärerna när de springer runt i huset för att försöka lösa denna mordgåta - en mordgåta som bara växer och växer.

## Rollista i urval
- Eileen Brennan - Mrs. Peacock
- Tim Curry - Wadsworth
- Madeline Kahn - Mrs. White
- Christopher Lloyd - Prof. Plum
- Michael McKean - Mr. Green
- Martin Mull - Col. Mustard
- Lesley Ann Warren - Miss Scarlet
- Lee Ving - Mr. Boddy
- Colleen Camp - Yvette

## Om filmen
Filmen är 94 minuter lång. I Sverige är den dock förlängd till 97 minuter.